# سينثيا وود
سينثيا وود (بالإنجليزية: Cynthia Wood)‏ هي عارضة وممثلة أمريكية، ولدت في 25 سبتمبر 1950 في الولايات المتحدة.

## أعمال

### أفلام
- (1979) القيامة الآن[5]

## وصلات خارجية
- سينثيا وود على موقع IMDb (الإنجليزية)
- سينثيا وود على موقع قاعدة بيانات الفيلم (الإنجليزية)